# Marie Séraphique
La Marie Séraphique est un navire négrier de la fin du XVIIIe siècle. Il a effectué six expéditions de traite au départ de Nantes, en France. Ses campagnes vers les côtes d’Afrique puis vers la colonie de Saint-Domingue ont fait l’objet d’une série de représentations, réalisées par deux hommes de l’équipage, le patron de chaloupe et le capitaine. Celles-ci constituent aujourd'hui un précieux témoignage historique sur le commerce triangulaire.

## Histoire

### LeDannecourt
Le navire est construit au port de Nantes dans le chantier de Jacques Prébois, un important constructeur de la ville, pour le compte de Charles d’Havelooze, négociant nantais né à Angers et mort à Nantes en 1839. Il est d'abord lancé sous le nom de Dannecourt en octobre 1764.
Spécifiquement conçu comme navire négrier, il mesure 20,5m de long sur 7,5 de large, et son tirant d'eau est de 3,56 mètres. Son port est de 150 tonneaux, et il peut embarquer plus de 350 captifs, pour une quarantaine d'hommes d'équipage. Gréé de deux mâts, le navire appartient à la catégorie des senaus (proches des bricks).
Sous le nom de Dannecourt il effectue une première expédition de traite.

### LaMarie Séraphique
En 1769, le voilier est racheté par Jacques-Barthélemy Gruel, créole blanc fils d'un planteur de Saint-Domingue. Devenu armateur nantais au début des années 1760, il possède déjà cinq navires en 1769, quatre négriers et un pour le commerce en droiture. Il le renomme Marie Séraphique, d'après le prénom de sa femme, Marie-Anne Séraphique, la fille du trésorier de l’amirauté. Sous sa propriété, jusqu'en 1775, le navire effectue quatre voyages négriers partant de Nantes, et déportant d’Afrique 1 344 esclaves, échangés ensuite dans la colonie de Saint-Domingue contre du sucre et du café produits dans les plantations coloniales, puis revendus à Nantes pour les consommateurs européens.
Pendant les douze années où Jacques-Barthélemy Gruel pratique la traite, il déporte plus de 4 000 Africains et est responsable de la mort de 506 d’entre eux. Ce trafic lucratif permet à Jacques-Barthélemy Gruel d'atteindre, à son apogée financière de la fin des années 1770, une fortune de 2 millions de livres. Comme le couple Deurbroucq, Gruel dispose d’un esclave, Narcisse, un garçon de 9 ans, venu officiellement pour être instruit au catholicisme et apprendre un métier avant de repartir à Saint-Domingue. Bien que l'esclavage soit interdit sur le sol de France depuis l'édit de 1315, des dérogations permettaient à un maître d'importer un esclave en métropole s’il est déclaré, dans le but d’être formé et pour trois ans maximum, avant son retour forcé dans les colonies.
Au départ de Nantes, le négrier est chargé de cotons du Bengale, d’« indiennes » fabriquées dans les manufactures nantaises, d’armes à feu de Charleville, de vaisselles de Nevers et de La Rochelle, ou encore d’eau-de-vie de Bordeaux. Il y a aussi des réserves en eau et vivres : volailles, cochons, moutons – vivants –, morues de Terre-Neuve et biscuits pour l’équipage ; fèves des campagnes nantaises pour les esclaves.

#### Les représentations iconographiques
La Marie Séraphique a fait l'objet de deux représentations iconographiques, fait plutôt rare pour un navire négrier, et qui constituent aujourd'hui des témoignages historiques uniques.

##### Plan, profil et distribution du navire (expédition de 1768-1770)

Plan, profil et distribution du navire la Marie Séraphique de Nantes, 1770, Musée d'histoire de Nantes.

Aujourd'hui conservée au Musée d'histoire de Nantes, une peinture est découverte en 2005 et montre l'embarquement des esclaves en Afrique. Selon son conservateur, elle aurait été réalisée par deux membres d'équipage, Jean-René L'Hermite, le sous-lieutenant, et Jean-Baptiste Fautrel-Gaugy, le capitaine, qui venait d'une famille d'artistes nantais reconnus. Cette représentation nous fournit de nombreux renseignements sur le voyage et sur les conditions à bord.
Pour ce voyage, la Marie Séraphique, armée par Jacques-Barthélemy Gruel et commandée par Gaugy, quitte Paimboeuf le 1er mai 1768, et arrive le 22 août au port négrier de Loango (côte d'Angole) où elle reste 116 jours (pour les formalités, vente de la pacotille, achat des esclaves auprès des courtiers). Le 18 décembre 1769, la Marie Séraphique quitte Loango chargé de 312 captifs, dont 58 enfants, pour rejoindre Saint-Domingue aux Antilles, après une traversée de deux mois.
La recherche de rentabilité conduit les organisateurs des expéditions à optimiser l’espace pour charger un maximum de personnes. 307 captifs sont représentés dans cette « prison flottante », entassés dans l'entrepont d’une hauteur d'1,50 mètre. Parmi eux, les hommes sont nus, et les femmes portent des jupes bleues ne couvrant que leurs hanches. Les captifs sont allongés en rangées de 1,90 m. Ils sont allongés sur le côté droit, leurs jambes droites sont enchaînées aux jambes gauches de leurs voisins.
Les personnages sont dessinés avec beaucoup de détails. Ils diffèrent en taille et en apparence, certaines femmes portent des perles, une femme berce un bébé contre son sein. Certains captifs sont peints à l'agonie, séparés des autres en raison d'une maladie.

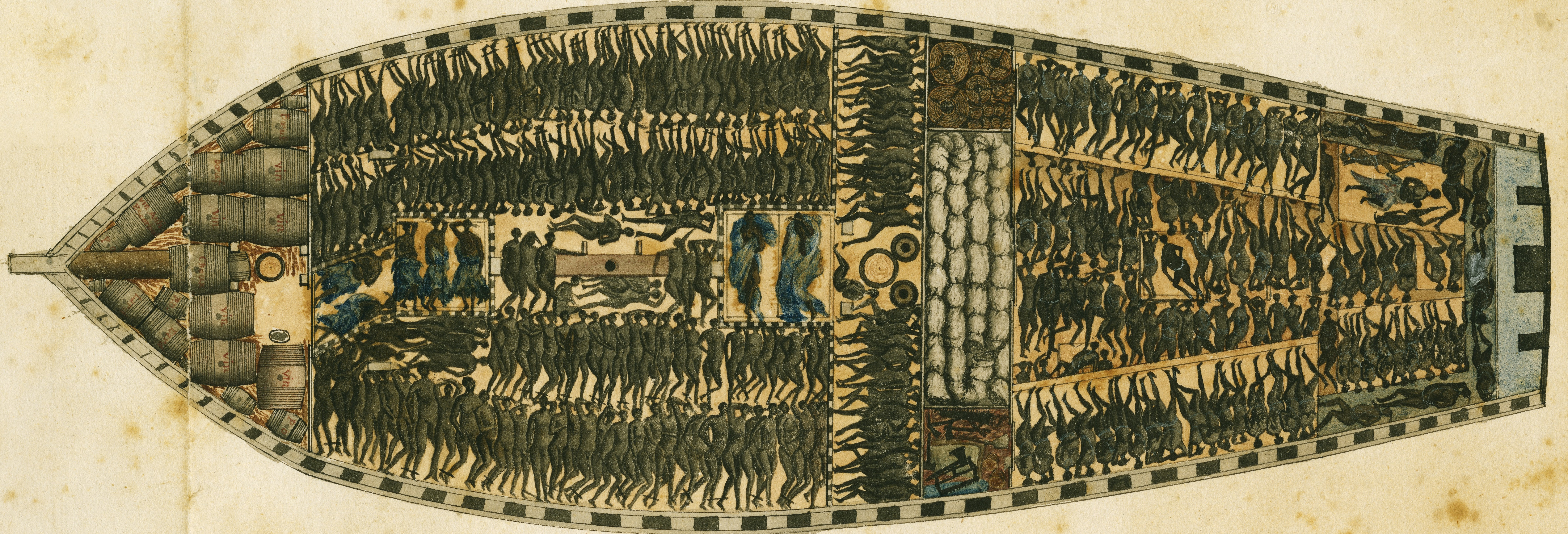
Détail de l'entrepont aux esclaves.

En principe, les captifs ne sont regroupés dans l’entrepont que la nuit ou par mauvais temps, afin de limiter les risques physiologiques et psychologiques pouvant nuire à l'intégrité de la cargaison humaine. Sortis à l'air libre entre les deux repas, normalement de 9 à 17 heures, les prisonniers doivent effectuer des travaux manuels et des exercices de dégourdissement physique pouvant aller jusqu’à la danse, selon les recommandations livrées par les manuels de commerce ou les instructions données aux capitaines par les armateurs.
La durée du voyage entre les côtes africaines et les colonies d'Amérique (passage du milieu) durent environ deux mois. Sur la « coupe du navire », 335 barriques d’eau sont mentionnées, soit environ 62 500 litres, pour la désaltération, la cuisine et la toilette. Le but étant de permettre aux marchands négriers de montrer leurs captifs sous un jour présentable pour les vendre aux colons.
Au bas de l'illustration, un tableau commencée le 25 août et achevée le 16 décembre 1769, détaille le nombre d'esclaves embarqués et débarqués, les dates du voyage, les données concernant la cargaison et les détails financiers.

#### Vente d'esclaves à Saint-Domingue (expédition de 1772-1773)

Vue du cap Français et du Nvr La Marie Séraphique de Nantes, capitaine Gaugy, le jour de l'ouverture de sa vente, troisième voyage d'Angole, 1772-1773.

Une seconde peinture de la Marie Seraphique, découverte en 1893 et également conservée au Musée d'histoire de Nantes, correspond à la troisième campagne de traite, du 18 février 1772 au 3 avril 1773, toujours armée par Gruel et commandée par Gaugy.
L'illustration est signée du sous-lieutenant Jean-René L'Hermite et montre le navire lors d'une vente d'esclaves en 1773, dans la baie du Cap-Français, principal port de la colonie de Saint-Domingue, adossé à une riche plaine sucrière. Elle donne aussi le détail de la mise hors et du résultat de l'opération, ainsi qu'une vue en coupe du navire, montrant la spécificité d'un navire négrier (entrepont, « parc aux hommes », « parc aux femmes »...).

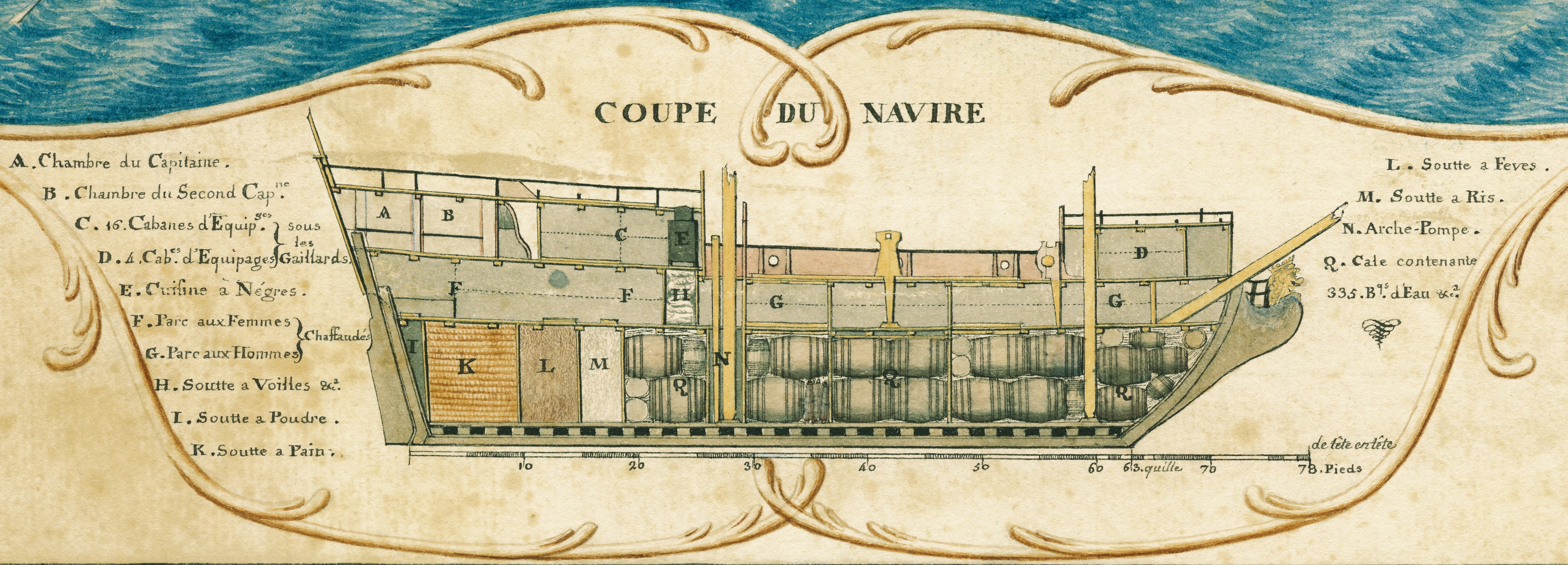
Coupe du navire.

La vente d'esclaves, qui s'effectue à bord et s'accompagne d'une réception sur la dunette, concerne 187 hommes, 73 femmes, 52 garçons et 21 filles, soit 333 personnes au total, 7 étant décédées durant la traversée. Le capitaine fait des « lots » pour vendre tous les esclaves, y compris les malades : ceux-ci sont passés à l’eau, au vinaigre, au citron, pour avoir meilleure mine. Chacun est vendu environ 3,5 fois son prix d’achat. La recette est doublée, tout compris, dès la vente des esclaves et avant même la vente en Europe du sucre et du café, denrées qui servent de monnaie d’échange.
Parmi les acquéreurs se trouvent des propriétaires fonciers (planteurs), des fonctionnaires, des officiers civils et militaires, des hommes de loi, et des « petits Blancs » (désignés dans les bons d’achat par leur métier : charpentiers, cabaretiers, aubergistes, maçons, menuisiers, charrons…). En effet, la société esclavagiste coloniale ne se limite pas aux plantations. On trouve aussi quelques noms africains ; peut être un noir libre, un mulâtre, un gérant noir d'une plantation... Le paiement des captifs s’effectue, soit en marchandises coloniales, soit en argent, et s’étale souvent sur plusieurs années. C’est ainsi que les marins échangent les esclaves contre 88 753 kg de sucre, et 26 724 kg de café qui seront finalement vendus à profit au retour du navire en France.

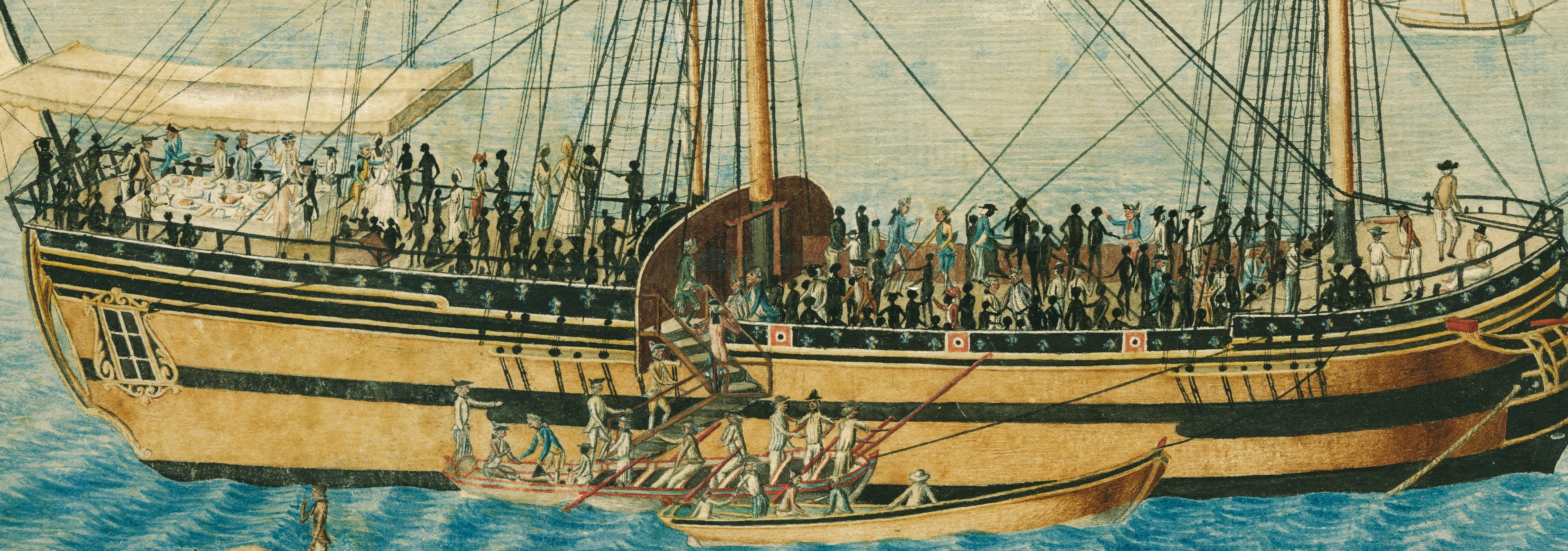
Détail du pont principal de la Marie Séraphique lors de la vente d'esclaves aux colons de Saint-Domingue.

Le pont est séparé en deux par une cloison transversale de deux mètres de haut, afin d'isoler l'équipage en cas de révolte des esclaves. Ouverte par une ou deux portes, elle est percée de meurtrières permettant l’usage d’armes à feu, mais aussi bordée de lames de fer tranchantes interdisant son escalade par les révoltés. Elle protège tout le gaillard arrière, véritable réduit défensif concentrant les chambres du capitaine et des officiers, et abritant également les réserves de munitions. Les révoltes à bord restent toutefois rares et difficiles car les captifs sont ferrés durant la traversée.
Selon les historiens Nicholas Radburn et David Eltis, cette illustration est « la seule image existante d'une vente d'esclaves américains pendant la période légale de la traite transatlantique des esclaves ».

### LeSartine
Le navire est mis en vente par Gruel en 1775,. Le 25 janvier 1776, Jean Batiste Legrand l'achète pour le revendre 4 jours plus tard à Joseph Yves Da Costa. Les Da Costa habitent au premier étage de l’un des plus prestigieux hôtels particuliers de l’île Feydeau, celui de la famille de La Villestreux. La Marie Séraphique devient le Sartine, en référence à Antoine de Sartine, secrétaire d'état à la Marine entre 1774 et 1780. Sous ce nom, il effectue un dernier voyage négrier avec 421 esclaves.
Le 18 juin 1779, le navire est saisi par les Britanniques lors de la Guerre d’indépendance américaine.